# Кашина Коста (Варезе)
Кашина Коста је насеље у Италији у округу Варезе, региону Ломбардија.
Према процени из 2011. у насељу је живело 406 становника. Насеље се налази на надморској висини од 233 м.